# Comprometimento organizacional
Comprometimento Organizacional é a identificação e envolvimento do indivíduo com uma determinada organização. Segundo Mowday et al. (1979) comprometimento organização é definido (1) como forte crença e aceitação dos valores da empresa; (2) vontade de usar suas habilidades e esforço em benefício da organização; e (3) intensa disposição de permanecer na organização.
De acordo com Bastos (1993) o vinculo organizacional (Comprometimento) pode ter 5 abordagens encontradas normalmente na Bibliografia:
1. Afetivo, também chamado atidudinal: o indivíduo se identifica com a organização e com os objetivos dela e deseja manter-se como membro, de modo a facilitar a consecução desses objetivos. O comprometimento afetivo é aquele associado à idéia de lealdade, desejo de contribuir, sentimento de orgulho em permanecer na organização.
2. Calculativo ou instrumental: comprometimento como função das recompensas e dos custos pessoais, vinculados à condição de ser ou não membro da organização. O comprometimento seria fruto de um mecanismo psicossocial de trocas e de expectativas entre o indivíduo e a organização, em aspectos como salário, status e liberdade.
3. Sociológico: relação de autoridade e de subordinação. O comprometimento do trabalhador se expressa no interesse em permanecer no atual emprego porque percebe a legitimidade da relação autoridade/subordinação. Desta forma, os indivíduos levam para o trabalho tanto uma orientação para seus papéis de subordinados, quanto um conjunto de normas que envolvem os modos corretos de dominação.
4. Normativo: internalização de pressões normativas de comportamento.
5. Comportamental: manutenção de determinadas condutas e de coerência entre seu comportamento e as suas atitudes. O comprometimento “pode ser equiparado com sentimentos de auto-responsabilidade por um determinado ato, especialmente se eles são percebidos como livremente escolhidos, públicos e irrevogáveis”. Desta forma, as pessoas tornam-se comprometidas a partir de suas próprias ações, formando um círculo de auto-reforçamento no qual cada comportamento gera novas atitudes que levam a comportamentos futuros, em uma tentativa de manter a consistência.

Mulller e Cols (2005) estudaram o comprometimento organizacional em supermercados tentando descrever a correlação entre Comprometimento Organizacional e o atingimento dos objetivos da empresa. 
De acordo com Pinto Jr (2001),dentre os preditores de Desempenho as caracteristicas do vinculo do individuo com a organização é um dos mais fortes. Sendo assim, Comprometimento Organizacional é um dos preditores importantes de desempenho organizacional. As características de personalidade não tem grande significado no desempenho quando comparado com suporte material, suporte do chefe e Compromentimento. 
O Comprometimento Organizacional passa por 3 aspectos práticos ou capacidades fundamentais necessárias para obter um Comportamento Organizacional, condizente:
1. Autoconhecimento
2. Conhecimento sobre pessoas
3. Visão Sistêmica.

São pontos pouco explorados e que determinam o desenvolvimento do individuo na relação com a organização.